# Národně liberální strana (Spojené království, 1922)
Národně liberální strana byla britská liberální politická strana vzniklá z členů Liberální strany, kteří podporovali koaliční vládu Davida Lloyd George. Formální stranická struktura vznikla až pro všeobecné volby v roce 1922, skupina se ale profilovala již od jmenování Lloyd George premiérem roku 1916 a ve volbách 1918 se jako koaliční liberálové stala druhou nejsilnější parlamentní frakcí. Strana ve volbách 1922 příliš neuspěla a před volbami 1923 se na obranu před zavedením cel znovu sloučila do Liberální strany.

## Historie

### Koaliční vláda

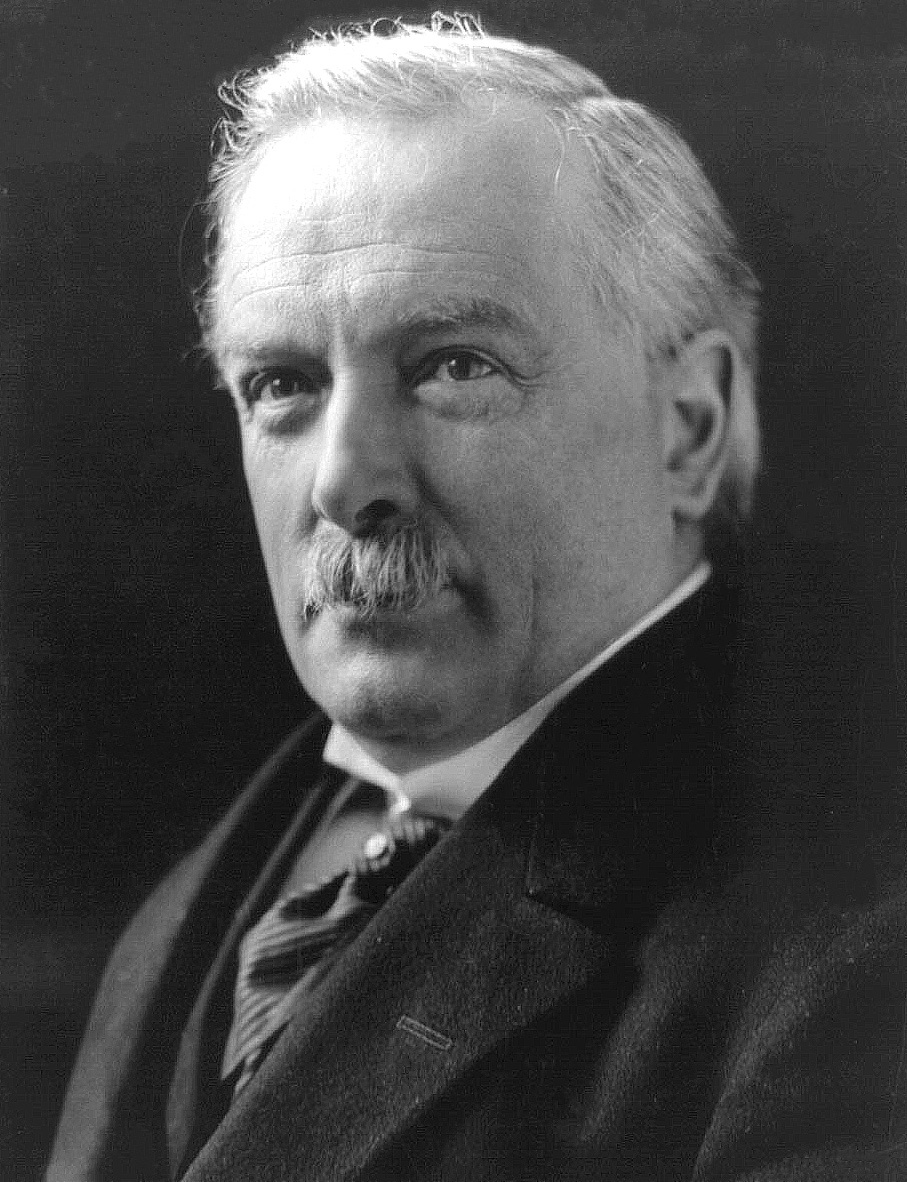
David Lloyd George

Roku 1916 se s podporou Konzervativní strany stal premiérem David Lloyd George namísto Herberta Henryho Asquitha. Ač byli oba muži členy Liberální strany, vypukla mezi nimi ostrá rivalita a Asquith se svými spojenci přestal podporovat koaliční vládu. Do poválečných voleb si kandidáti koalice rozdali kupóny, aby nekandidovali proti sobě. Kupón obdrželo celkem jen 158 Lloyd Georgeových koaličních liberálů, zvoleno bylo 127. Asquith zůstal vůdcem oficiální Liberální strany; ta zažila velký debakl s pouhými 36 mandáty. Jednoznačně nejsilnější stranou se stala Konzervativní strana s 379 poslanci, kabinet tak byl závislý na toryích.
Koalice konzervativců a části liberálů pod vedením Lloyd George fungovala dál; rozpory se ale postupně prohlubovaly a četní konzervativní poslanci kabinet opouštěli. Konec přišel se skandálem ohledně korupce při udělování Řádu Britského impéria; v říjnu vystoupil tehdy neznámý poslanec za Konzervativní stranu Stanley Baldwin a obvinil Lloyd George z toho, že rozložil Liberální stranu a rozloží i torye. Konzervativci již byli ze stavu, kdy zajišťovali vládě většinu, ale většinu funkcí drželi koaliční liberálové, nervózní a odhlasovali si odchod z koalice.

### Volby 1922
Po pádu vlády následovaly všeobecné volby, do nichž šli stoupenci Lloyd George jako Národně liberální strana. Volby vyhráli konzervativci a obecně se pro liberály jednalo o prohru; Asquithovi liberálové obsadil 62 křesel a národní liberálové jen 53. Jasný progres zaznamenali labouristé, kteří skončili na druhém místě a získali více poslanců i hlasů než obě liberální strany. Národně liberální strana byla hlavním poraženým voleb - ztratila 74 mandátů. Největší ztráty zaznamenala v konzervativních volebních obvodech, kde ale toryové v roce 1918 přenechali kupon koaličním liberálům; také v dělnických okrscích, kde byla pozice koalice nejistá a roku 1922 je získali labouristé. Svůj mandát neobhájil ani Winston Churchill, kterého ve skotském Dundee porazil kandidát prohibiční strany.

### Znovusjednocení
Premiérem se po volbách stal Andrew Bonar Law, posléze vystřídaný Baldwinem. Baldwinova vláda se na konci roku 1923 rozhodla zavést celní bariéry za účelem snížení nezaměstnanosti. Přestože byly obě liberální skupiny velmi diverzifikované, v obraně volného obchodu nacházely výraznou shodu. 9. listopadu proto byla stvrzena reunifikace dvou liberálních stran. Jednota nebyla úplná (v některých obvodech se pokoušelo kandidovat více liberálů proti sobě), volby 1923 však byly pro Liberální stranu úspěšné, když získala 158 mandátů. Po Asquithově smrti roku 1928 převzal Lloyd George vedení strany a dokázal jí pod sebou skutečně sjednotit, čímž bylo vyčerpávající soupeření Asquith-Lloyd George, které liberály velmi oslabovalo, ukončeno.

## Volební výsledky
| Volby | Hlasy     | Hlasy | Mandáty | Mandáty | Pozice  |
| Volby | Abs.      | %     | Abs.    | ±       | Pozice  |
| ----- | --------- | ----- | ------- | ------- | ------- |
| 1918  | 1 396 590 | 13.4  | 127/707 | ▲127    | Vláda   |
| 1922  | 1 355 366 | 9.9   | 53/615  | ▼74     | Opozice |